# 디플 (오하이오주)
디플(Dipple은 미국 오하이오주 유니언군 파리타운십의 미편입지구이다. 스코트슬론 로드가 철로와 가로지르는 미국 루트33을 따라 메리즈빌 남동쪽으로 약 2마일(3.2 킬로미터) 떨어진 곳 북위 40° 12′ 08″ 서경 83° 19′ 01″ / 북위 40.20222°  서경 83.31694° 에 위치한다. 원래의 커뮤니티 위치는 온전히 스코츠 미라클-그로 컴퍼니의 자산이 있는 곳에 위치해 있다.